# Dawood Hercules Corporation
Dawood Hercules Corporation Limited
(Urdu داؤد ہرکولیس کارپوریشن, kurz DH Corp.) ist eine pakistanische Investment- und Dachgesellschaft mit Hauptsitz in Karatschi, Sindh.

## Geschichte
Die zunächst 1968 als Düngemittelfirma gegründete Firma Dawood Hercules Chemicals Ltd. entstand als Joint Venture zwischen der von Seth Ahmad Dawood geführten pakistanischen Dawood-Gruppe mit der amerikanischen Firma Hercules Inc. Die Fabrik in Sheikhupura, in Punjab war die erste privatwirtschaftliche Unternehmung in Pakistan, die einen Kredit von der Weltbank erhielt, und war damals die größte Ammoniak/Harnstoff-Anlage im Land. Zuvor war das Familienunternehmen der Dawood-Gruppe vor allem in der Textilindustrie tätig.

### Konzernumbau
2002 investierte DH Corp. langfristig in Engro Corporation, einem diversifizierten Industriekonglomerat. Seitdem hält DH Corp. mit 37 % die Mehrheit im Verwaltungsrat von Engro Corporation und der Vorstandsvorsitzende Hussain Dawood ist zugleich auch Vorsitzender von Engro.
2015 veräußerte DH seine Düngemittelproduktionsfirma an die Fatima Fertilizer Company. Die 2012 erworbenen Aktien von der Hub Power Company (Hubco), dem national ersten und größten unabhängigen Stromerzeuger mit einer Stromerzeugungskapazität von 2920 MW wurden 2018 wieder veräußert.

## Konzernstruktur
Engro Corporation und Empiric AI sind direkte Tochterunternehmen. Die folgenden Firmen sind assoziierte Unternehmen:
- Cyan Limited
- Inbox Business Technologies
- Engro Foundation
- Dawood Corporation
- Sach International
- Tenaga Generasi
- Reon Energy

DH Corp. ist heute eine von vier Firmen, die gemeinsam 19,3 % der gesamten Marktkapitalisierung an der pakistanischen Börse (PSX) kontrollieren. Die philanthropischen Aktivitäten der Gruppe werden über die Dawood Foundation gesteuert. Dawood Hercules Corporation ist seit 1992 Mitglied des Weltwirtschaftsforums.